# Thecocoelurus daviesi
Il tecoceluro (Thecocoelurus daviesi) è un dinosauro saurischio appartenente ai teropodi. Visse nel Cretaceo inferiore (Barremiano, circa 125 milioni di anni fa) e l'unico resto fossile rinvenuto è stato trovato in Inghilterra. L'identità è dubbia.

## Classificazione
Questo dinosauro è conosciuto solo per una vertebra cervicale incompleta, ritrovata dal reverendo William Darwin Fox nel Diciannovesimo Secolo sull'Isola di Wight. Dopo la morte del reverendo, la sua collezione di fossili venne acquisita dal British Museum of Natural History. William Davies notò l'esemplare e ritenne che vi fosse una stretta affinità con Coelurus, un piccolo dinosauro carnivoro del Giurassico americano. La descrizione dell'esemplare avvenne nel 1888 ad opera di Harry Govier Seeley, che lo denominò Thecospondylus daviesi: Seeley lo considerò una nuova specie del genere Thecospondylus, un dinosauro noto esclusivamente grazie a un osso sacro. Nel 1901, il barone Franz Nopcsa ridescrisse l'esemplare come Coelurus daviesi, ma fu solo nel 1923 che Friedrich von Huene decise di istituire un nuovo genere per la vertebra cervicale dell'Isola di Wight: Thecocoelurus, un nome generico risultato di una contrazione di Thecospondylus e Coelurus.
L'olotipo fu ritrovato nella formazione Wessex e consiste in una vertebra largamente incompleta, che secondo le stime di Seeley doveva essere lunga circa 9 centimetri. Von Huene assegnò la vertebra alla famiglia dei celuridi, ma pochi anni dopo (1926) ipotizzò che, data la grossa taglia e la struttura particolare, essa poteva appartenere ad un rappresentante dei dinosauri - struzzo, od ornitomimidi. L'estrema frammentarietà dell'esemplare, tuttavia, ha condotto Thecocoelurus ad essere considerato un teropode indeterminato per molti anni.
Nel 2001 uno studio compiuto da Naish e colleghi ha messo in luce presunte somiglianze con gli oviraptorosauri, un gruppo di teropodi forse onnivori, dalle spiccate caratteristiche simili a quelle degli uccelli. Se così fosse, Thecocoelurus sarebbe l'unico oviraptorosauro trovato in Europa, e uno dei più antichi. In particolare, somiglianze nella struttura delle vertebre cervicali porterebbero a raggruppare Thecocoelurus nella famiglia degli elmisauridi. Un altro studio (Kirkland, 2004) ha portato a sospettare che Thecocoelurus non fosse un oviraptorosauro, ma un membro della linea evolutiva dei terizinosauri (altri dinosauri teropodi molto particolari), anch'essi precedentemente sconosciuti in Europa. L'esemplare più simile, in questo caso, sarebbe il nordamericano Falcarius. Altri studi, tuttavia, ritengono Thecocoelurus troppo frammentario per poter essere considerato valido in un'analisi filogenetica.